# Santana (Figueira da Foz)
Santana é uma localidade portuguesa do município da Figueira da Foz que foi sede da extinta freguesia de Santana, freguesia que tinha 15,09 km² de área e 1 058 habitantes (2011), e, por isso, uma densidade populacional de 70,1 hab/km².
A freguesia de Santana foi extinta em 2013, no âmbito de uma reforma administrativa nacional, tendo o seu território sido anexado à freguesia de Ferreira-a-Nova.
Em 2022, a Assembleia Municipal da Figueira da Foz aprovou a desagregação de quatro freguesias, incluindo Santana, que anteriormente tinham sido agregadas durante a reforma administrativa de 2013.

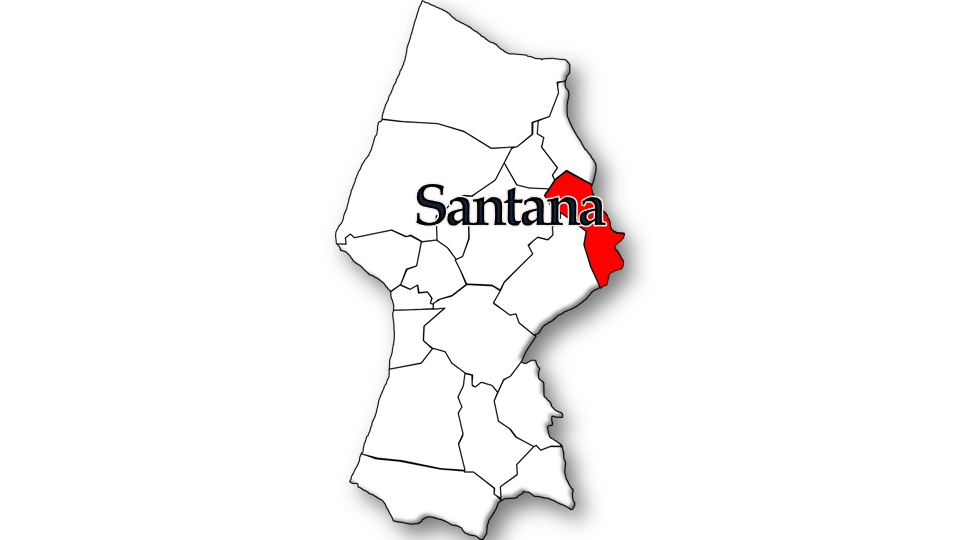
Localização no município de Figueira da Foz

## População
| 1981 | 1991  | 2001  | 2011  |
|      | 1 413 | 1 146 | 1 058 |

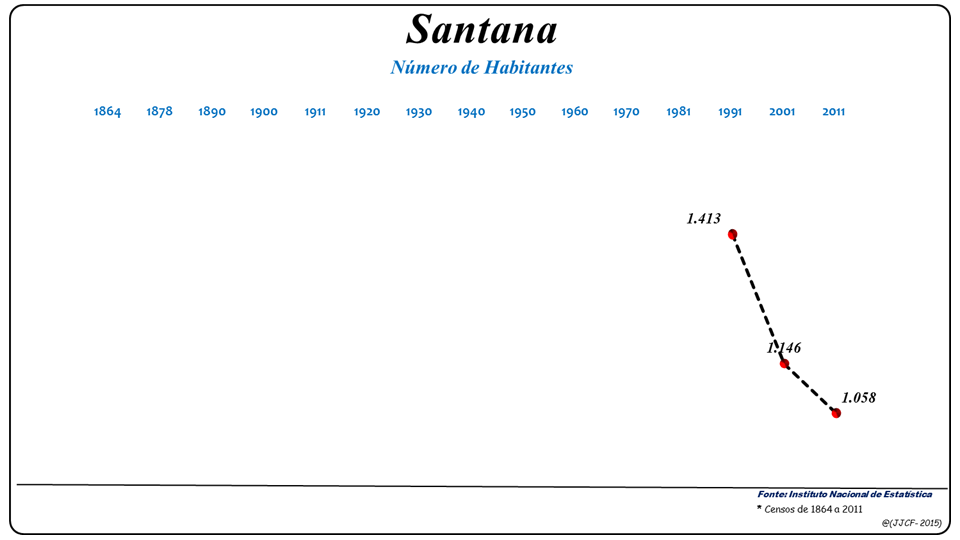
Evolução da População (1864 / 2011)

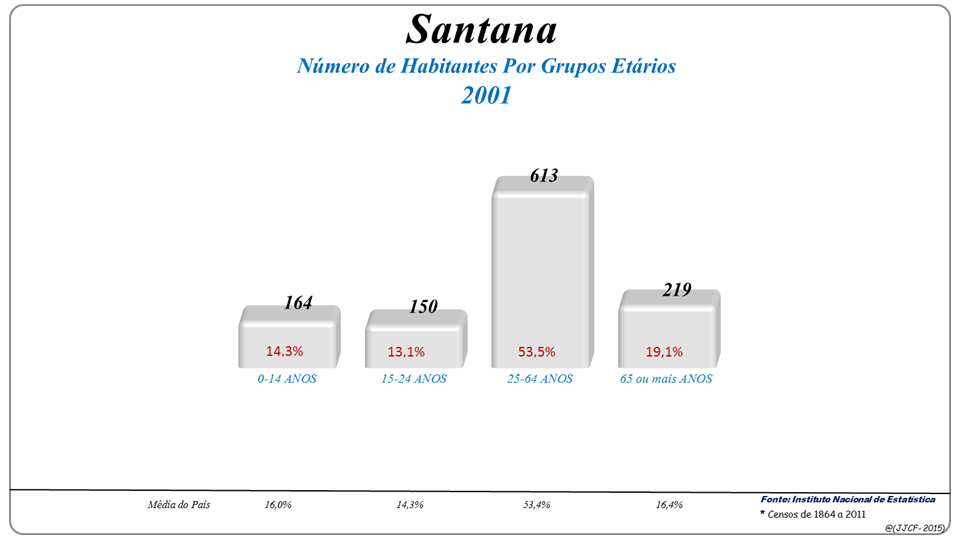
Grupos Etários (2001 e 2011)

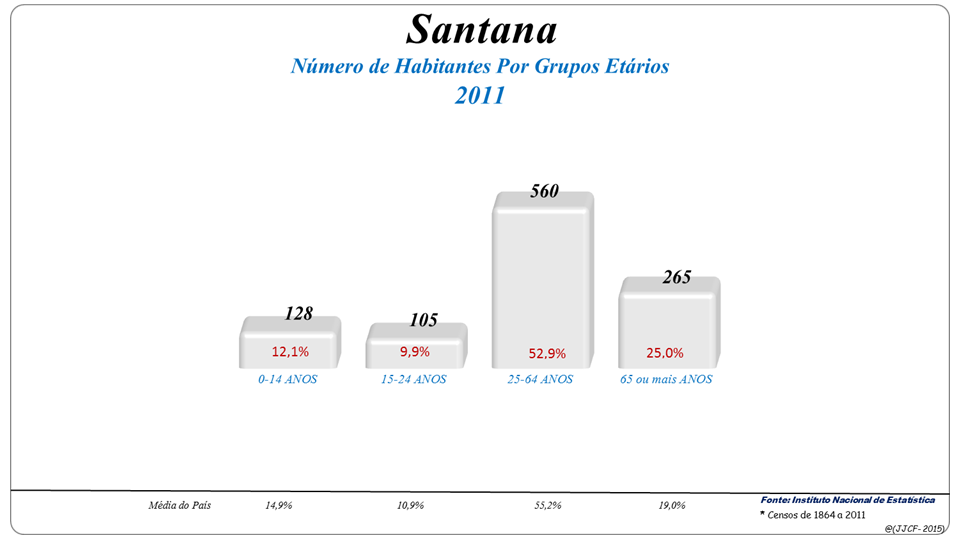
Grupos Etários (2001 e 2011)

Criada pela Lei nº 27/88, de 01 de Fevereiro, com lugares desanexados da freguesia de Ferreira-a-Nova (Fonte: INE)

## Património
- Monte Ferrestelo